# Gavialer
Gavialer (Gavialidae) är en familj bland krokodildjuren. 
Familjen innehåller endast en recent (nu levande) art, gavial (Gavialis gangeticus), även kallad gangesgavial. Underkäkssymfysen sträcker sig bakåt åtminstone till den 15:e tanden. 
Arten falsk gavial (Tomistoma schlegelii) fick sitt namn på grund av liknande egenskaper. Många molekylära studier har konsekvent visat att de två arterna är varandras närmaste levande släkting, vilket stöder uppfattningen att de är i samma familj.
Gavialen kan bli upp till fem meter lång och väga ungefär 200 kilo.
Medlemmar i det utdöda släktet Gryposuchus nådde en längd av cirka 10,5 meter och de hade antagligen en vikt av 1745 kg. Falsk gavial blir inte lika stor med en absolut längd av ungefär 4 meter. Båda nu levande arter har en smal och långdragen nos som är smalast hos gavialen. Den smala nosen används för att fånga fisk. 

## Taxonomi
Familj Gavialidae
- Underfamilj Gavialinae
  - Släkte †Eogavialis 
    - †Eogavialis africanus
    - †Eogavialis andrewsi

  - Släkte Gavialis
    - Gavialis gangeticus, gavial
- Underfamilj †Gryposuchinae
  - Släkte †Aktiogavialis
  - Släkte †Gryposuchus
  - Släkte †Ikanogavialis
  - Släkte †Siquisiquesuchus
  - Släkte †Piscogavialis
  - Släkte †Hesperogavialis

Dessutom finns det en diskussion om underfamiljen Tomistominae hör till den här gruppen eller till Crocodylidae:
- Underfamilj Tomistominae
  - Släkte †Kentisuchus
  - Släkte †Gavialosuchus
  - Släkte †Paratomistoma
  - Släkte †Thecachampsa
  - Släkte †Rhamphosuchus
  - Släkte Tomistoma
    - Tomistoma schlegelii, falsk gavial
    - †Tomistoma lusitanicum
    - †Tomistoma cairense

  - Släkte †Toyotamaphimeia

Ett † framför namnet indikerar utdöda grupper.